# Rognualdo Brusason
Rognualdo Brusason (morto em 1046), filho de Brusi Sigurdsson, foi conde das Órcades juntamente com Thorfinn Sigurdsson, de cerca de 1037 em diante. Sua vida é registrada na Saga Orkneyinga.
Foi enviado por seu pai à corte de Olavo Haraldsson na Noruega, quando Brusi e Thorfinn foram lá para receber um terço do território do condado de Einar Boca Torta. Olavo manteve a herança de Einar para si, nomeando Brusi para administrá-la, e manteve Rognualdo em sua corte. A Saga Orkneyinga diz a respeito de Rognualdo:
Rognualdo foi um dos mais belos homens, com uma bela cabeça de cabelo dourado, suave como a seda. Em tenra idade, cresceu para ser alto e forte, ganhando uma grande reputação por sua astúcia e cortesia ...
Era um defensor de Olavo Haraldsson, posteriormente Santo Olavo, compartilhando seu exílio na Rússia de Quieve, e ajudou seu irmão Haroldo Sigurdsson, mais conhecido como Haroldo Hardrada, a escapar após a batalha de Stiklestad em 1030. Enquanto Haroldo chegou a Constantinopla, Rognualdo e outros exilados permaneceram na Rússia de Quieve, a serviço de Jaroslau, o Sábio. Voltou à Noruega com o filho do rei norueguês, Magno, o Bom, em 1035.
Enquanto estava no exterior, seu pai tinha morrido e Thorfinn Sigurdsson estava governando todo o Condado das Órcades. Pediu ao rei norueguês sua herança do Condado, e Magno concordou, dando-lhe três navios e concedendo-lhe o comando de seu próprio terço de terras. Quando chegou nas Órcades, enviou uma mensagem a seu tio Thorfinn pedindo-lhe os dois terços do Condado que Magno havia lhe dado. Thorfinn concordou em dar-lhe as terras de seu pai, e o terço, que o rei afirmou no negócio, embora afirmou não reconhecer a alegação do rei e cedeu-lhe como um presente em troca de sua assistência. Ambos trabalharam juntos por oito anos, lutando contra os inimigos nas Hébridas e invadindo a Escócia e Inglaterra.
No entanto, os condes finalmente caíram. A causa imediata de sua discussão, de acordo com a saga, foi a chegada de Kálfr Árnason, o tio da esposa de Thorfinn, Ingibiorg Finnsdottir.
Kálfr tem um grande número de seguidores que colocaram um fardo pesado nas finanças do Conde. Muitas pessoas disseram que não deviam deixar Rognualdo possuir dois terços das ilhas, tendo em conta o esforço financeiro que atualmente sofria.
Rognualdo e Kálfr Arnesson não eram amigos. A Saga Orkneyinga relata que Rognualdo, um acérrimo defensor de Santo Olavo, esteve próximo de atacá-lo na Rússia de Quieve, que sozinho entre os Arnessons traiu Olavo, quando chegou a prometer seu apoio a Magno. Por essa razão, se não por outra, recusou-se a entregar o terço que Thorfinn pediu. A partir de então, as relações se deterioraram. Rognualdo foi derrotado em uma batalha naval e buscou refúgio na Noruega com Magno enquanto Thorfinn assumiu o controle do condado. Com um único navio e uma tripulação de homens escolhidos, Rognualdo voltou às Órcades esperando que a surpresa lhe permitiria retomar o condado. Conseguiu, mas não inteiramente já que seu tio foi capaz de fugir para Caithness. No entanto, logo depois, Rognualdo foi surpreendido e morto por Thorkell, o Criador em sua fuga, quando foi descoberto pelos latidos de seu cão. Foi enterrado em Papa Westray. A Saga Orkneyinga oferece esta avaliação da Rognualdo:
Todos concordam que, de todos os condes das Órcades ele era o mais popular e talentoso, e sua morte foi lamentada por muitos.
O conde século XII Kali Kolsson recebeu o nome Rognualdo, "porque a mãe de Kali afirmou que Rognualdo Brusason tinha sido o mais capaz de todos os condes das Órcades, e as pessoas viram isso como um sinal de boa sorte."